# Sörskåra
Sörskåra var 1990 en av SCB avgränsad och namnsatt småort i Södertälje kommun, omfattande bebyggelse i och omkring byn Sörskåra belägen mitt på Mörkö i Mörkö socken.